# 天体工場
天体工場（てんたいこうじょう）は、かつて北海道札幌市中央区にある複合商業施設サッポロファクトリー内に存在した天体博物館。

## 経緯と展示内容
天体工場は、小博物館、あるいはミニ・テーマパークというべき施設で、宇宙空間の実際の天体ではなく、物語的な意味での「天体」「星」をテーマとしていた。
1989年のサッポロビール札幌工場跡地再開発の検討の際に「企業のモニュメントとなるゲーム感覚の空間を作るべき」との提案から、レンガ造の工場外壁にあしらわれていたサッポロビールのシンボルマークである星をテーマとした施設のアイデアが着想され従来のプラネタリウムに留まらない物語の世界の星で遊ぶ「星の博物館」の企画を立案、第一製造所棟の2階建て560平米を改装し開設
1993年、サッポロビールが同社札幌工場の跡地に建設したサッポロファクトリーのレンガ館2Fに、全館のイメージシンボルとして「星を作る工場」というコンセプトで開設した。明治時代からの赤レンガ工場を利用し、かつそのイメージを拡大適用する形でつくられたサッポロファクトリー自体、比較的新しい施設でありながら「古きよき時代」という印象を感じさせるものとなっている。使用された設備はかつての機械室と麦芽倉庫である。
サッポロビールのマークがそもそも「星」であり、そこに「ビール工場が、天体をつくる工場として生まれ変わった」という意味を持たせて、独特の世界観を作り上げていた。
展示では、星の誕生をイメージして音響や光ファイバーやレーザー光線の演出などを施し遊びながら天体や星の世界を探検する趣向とし、架空の人物"工場長"をキーとして、「天体図書館」「星座資料室」「記憶倉庫」「星造工房」の4つの展示室からなる空間演出を行っていた。星造工房の設備にはビール醸造の装置類がたくみに取り込まれて使用されており、別世界の雰囲気を醸し出していた。
当初は有料だった（大人700円、小人500円）が、後には入場無料となっていた。有料のコンテンツとしては、星空に関する内容を上映する「プラネシアター」や、誕生日から西洋占星術のホロスコープを利用して占う「天運解読機」、相性占いの「双運羅星盤」があり、またほかにも絵葉書などのグッズが販売されていた。
演出はイエローツーカンパニーが担当し、「天体図書館」は舞台美術家・造形作家の小竹信節がアートディレクターを担当した。
その後1996年までに閉館しており跡地には同年3月に世界14カ国の名所のミニチュアを展示する「ミニワールドミュージアム」が入居、2025年時点では写真館「写真工房ぱれっと」が入居している。

## 小惑星「天体工場」
小惑星登録番号4645 Tentaikojo。1992年に開業前のこの施設に因んで命名された。命名者は、アマチュア天文家の藤井哲也と渡辺和郎。